# Ешелница
Ешелница (рум. Eșelnița) или Јешелница (рум. Ieșelnița) је село и општина која припада жупанији Мехединци у Румунији.
Од Букурешта је удаљено 297 километара западно, од Дробета-Турну Северина 24 километара, од Крајове 122 km западно, а од Темишвара 147 километара.

## Прошлост
Аустријски царски ревизор Ерлер је 1774. године констатовао да место "Јешелница" има војни статус а припада Оршовском округу и дистрикту. Становништво је претежно влашко. Место "Јешелница" је било православна парохија у саставу Мехадијског протопрезвирата. Ту је 1824. године службовао парох, поп Јован Поповић.

## Демографија
Ешелница је на попису 2011. године имала 2.565 становника, за 505 (16,45%) мање од претходног пописа 2002. године када је било 3.070 становника.  Већину становништва чине Румуни, а значајну мањину чине Роми.

### Попис 2011.
| Етнички састав према попису из 2011.‍ | Етнички састав према попису из 2011.‍ | Етнички састав према попису из 2011.‍ | Етнички састав према попису из 2011.‍ | Етнички састав према попису из 2011.‍ |
| ------------------------------------ | ------------------------------------ | ------------------------------------ | ------------------------------------ | ------------------------------------ |
|                                      |                                      |                                      |                                      |                                      |
| Румуни                               | Румуни                               |                                      | 1.839                                | 71,70%                               |
| Роми                                 | Роми                                 |                                      | 572                                  | 22,30%                               |
| Чеси                                 | Чеси                                 |                                      | 48                                   | 1,87%                                |
| Мађари                               | Мађари                               |                                      | 10                                   | 0,39%                                |
| Срби                                 | Срби                                 |                                      | 3                                    | 0,12%                                |
| Украјинци                            | Украјинци                            |                                      | 1                                    | 0,04%                                |
| Немци                                | Немци                                |                                      | 1                                    | 0,04%                                |
| Непознато                            | Непознато                            |                                      | 91                                   | 3,55%                                |

### Попис 2002.
Етнички састав становништва села према попису из 2002. године је:
| Националност  | Број  | Проценат (%) |
| ------------- | ----- | ------------ |
| Румуни        | 2.693 | 87,7%        |
| Роми          | 291   | 9,5%         |
| Чеси          | 71    | 2,3%         |
| Срби          | 7     | 0,2%         |
| Мађари        | 3     | 0,1%         |
| Немци         | 3     | 0,1%         |
| Украјинци     | 1     | < 0,1%       |
| Руси-липовани | 1     | < 0,1%       |
| Укупно        | 3.070 | 100%         |

Већина становника се изјаснило да им је матерњи језик румунски (96,7%):
| Језик          | Број  | Проценат (%) |
| -------------- | ----- | ------------ |
| Румунски језик | 2.968 | 96,7%        |
| Чешки језик    | 51    | 1,7%         |
| Ромски језик   | 40    | 1,3%         |
| Српски језик   | 5     | 0,2%         |
| Мађарски језик | 3     | 0,1%         |
| Немачки језик  | 2     | 0,1%         |
| Руски језик    | 1     | < 0,1%       |
| Укупно         | 3.070 | 100%         |

Већина становника су православци:
| Религија        | Број  | Проценат (%) |
| --------------- | ----- | ------------ |
| Православље     | 2.904 | 94,6%        |
| Католицизам     | 122   | 4,0%         |
| Пентекостализам | 39    | 1,3%         |
| Калвинизам      | 3     | 0,1%         |
| Баптисти        | 2     | 0,1%         |
| Укупно          | 3.070 | 100%         |